# Sumporača
Sumporača (lat. Hypholoma fasciculare) je otrovna gljiva iz porodice strnišnica (Strophariaceae), iz reda listićarki (Agaricales). Plodište joj se sastoji od žutoga klobuka s crvenkastim središtem, žutozelenih listića koji u zrelosti postaju maslinastosmeđi, te žutoga stručka. Otrusina je tamnosmeđa. Živi kao saprotrof (hrane mrtvom organskom tvari) krupnih drvnih ostataka (najčešće panjeva) u bjelogoričnim i crnogoričnim šumama. Plodišta se pojavljuju većinom busenasto tijekom cijele godine. Jedna je od najčešćih gljiva u Europi.

## Opis
- Klobuk sumporače je širok od 3 do 7 centimetara, najprije zvonolik, potom raširen, sumporastožut; na tjemenu malo ispupčen i nešto tamniji.
- Listići su gusti, ravni, kod mladih gljiva sumporastožuti, zatim maslinastozeleni, a pod starost zelenkastocrni.
- Stručak je visok od 3 do 5 centimetara, tanak, boje je kao i klobučić, prema dnu žućkastonarančast, vlaknast, gladak, iznutra šupalj s tamnim, crtastim, dosta slabim prolaznim prstenkom (ostatak zastorka).
- Meso je žuto, vrlo gorko; zadah je neugodan ali nije jako izražen.
- Spore su jajolike, purpurnosmeđe boje, 5 - 8 x 3 - 4 μm, otrusina je tamnosmeđa.

## Kemijske reakcije
Meso sumporače sa željeznim sulfidom FeSO4 najprije postane zeleno, zatim crnozeleno, s kalijevom lužinom površina stručka najprije postane narančasta, potom crna.  

## Stanište
Raste busenasto na starim panjevima i korijenju raznog drveća od ranog proljeća pa do zime.  

## Upotrebljivost
Sumporača je otrovna. Okus mesa je vrlo gorak, a ostaje i nakon kuhanja.

## Sličnosti
Sumporača se često pojavljuje na istom staništu s jestivom panjevčicom (lat. Pholliota mutabilis), od koje se bitno razlikuje po sumporastoj boji svojih klobučića i listića. Hildegarda iz Bingena 1160. piše: "Gljive koje rastu na panjevima i drveću dobre su i katkada djeluju kao lijek." Međutim, danas znamo da ovaj zapis nije točan. Sumporači mnogo sliči jestiva sivolisnata panjevka (lat. Hypholoma capnoides), koja ima isto stanište, ali po sivoj boji listića (bez tragova žutozelene boje) te zbog bijelog slatkog mesa nije moguća zamjena. Također je dosta slična i nejestiva crvenkasta panjevčica (lat. Hypholoma lateritium) koja raste na istim panjevima i plodi u isto vrijeme, samo je klobučić crvenkastoopekaste boje i bjelkastih listića koji kasnije poprimaju zelenkasti ton. 

## Slike
|  |  |  |  |  |
|  |  |  |  |  |

## Vanjske poveznice
|  | Zajednički poslužitelj ima stranicu o temi Sumporača |